# Vicky López
Victoria López-Serrano Félix (* 26. Juli 2006 in Madrid) ist eine spanische Fußballspielerin. Zumeist wird sie als Außenstürmerin oder im offensiven Mittelfeld eingesetzt.

## Karriere

### Verein
Vicky López begann ihre Laufbahn im Alter von neun Jahren in der Jugend von Madrid CFF, nachdem sie an einem Strand in Benidorm von der Nachwuchskoordinatorin des Klubs entdeckt worden war. Am 5. September 2021 debütierte Vicky López in einem Spiel gegen Athletic Bilbao in der ersten Mannschaft, als sie in der 73. Minute für Geyse Ferreira eingewechselt wurde. Mit 15 Jahren, einem Monat und zehn Tagen war sie die jüngste Fußballerin, die ein Spiel in der höchsten Division Spaniens bestritt. In der Saison 2021/22 kam sie auf acht Einsätze in der ersten Mannschaft, lief jedoch zumeist für das B-Team in der Segunda División auf und brachte es in 20 Begegnungen auf 14 Tore. Im Sommer 2022 unterschrieb die als großes Talent geltende Vicky López für den FC Barcelona, bei dem sie zunächst Teil des Kaders der B-Mannschaft wurde. Aufgrund zahlreicher Verletzungen in der ersten Mannschaft, debütierte sie am 17. September 2022 gegen UD Granadilla Tenerife im A-Kader. Mit 16 Jahren, einem Monat und 22 Tagen löste sie damit Claudia Pina als jüngste Spielerin mit einem Einsatz im Profikader ab.
Die UEFA zählte sie 2023 zu den zehn vielversprechendsten jungen Fußballerinnen.

### Nationalmannschaft
Vicky López debütierte mit nur 15 Jahren am 18. August 2021 in einem Testspiel gegen Norwegen in der U-17-Nationalmannschaft. Mit ihrer Landesauswahl qualifizierte sie sich in der Folge für die Endrunde der Europameisterschaft 2022, wo Spanien erst im Endspiel nach Elfmeterschießen an Deutschland scheiterte. Vicky López brachte es im Laufe des Turniers auf vier Einsätze und ein Tor. Bei der U-17-WM 2022 stand sie erneut im Aufgebot Spaniens. Die Ibererinnen konnten durch ein 1:0 im Endspiel gegen Kolumbien erfolgreich den Titel verteidigen. Vicky Lopez erzielte in sechs Begegnungen zwei Tore und wurde für ihre Leistungen mit dem Goldenen Ball für die beste Spielerin des Turniers geehrt.

## Erfolge
Nationalmannschaft
- U-17-Weltmeisterschaft: 2022

Ehrungen
- Golden Girl (beste U21-Spielerin des Jahres in Europa): 2024
- Goldener Ball bei der U-17-Weltmeisterschaft 2022

## Familie
Vicky López ist Tochter eines spanischen Vaters und einer nigerianischen Mutter. Sie hat zwei Geschwister.